# Palenquero

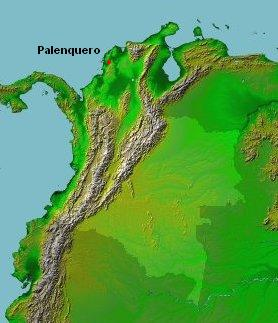
Palenquero

Palenquero ist eine in Kolumbien gesprochene spanisch-basierte Kreolsprache. Sie wird in San Basilio de Palenque gesprochen, einem etwa 50 Kilometer im Landesinneren von Cartagena de Indias (im Departamento de Bolívar) gelegenen Dorf, das von entflohenen afrikanischen Sklaven um die Jahrhundertwende 16./17. Jahrhundert gegründet wurde. Ursprünglich gab es mehrere palenques (aus Holzpfählen errichtete Wehranlagen – palos) in der Region. Jedoch wurden die anderen von Milizen der Sklavenhalter angegriffen und zerstört.

## Geschichte
Der Begriff Palenquero ist abzuleiten von palenques. Palenques wurden Dörfer genannt, die von entflohenen afrikanischen Sklaven aus Cartagena de Indias, den sogenannten „cimarrones“, im 16. Jahrhundert gegründet wurden. Bis zum Zeitpunkt ihrer Anerkennung befanden sich die Dorfbewohner in ständigem Kampf mit den spanischen Autoritäten und der weißen Bevölkerung. Das erste Dokument, in dem das Dorf Palenque de San Basilio erwähnt wird, stammt aus dem Jahr 1713. Im gleichen Jahr versprach eine Abmachung mit dem damaligen Bischof von Cartagena den Bewohnern Freiheit auf ihrem Gebiet. Im Gegenzug durften sie jedoch weder weitere geflohene Sklaven noch Weiße aufnehmen. Damit erlangte Palenque de San Basilio den Status des primer pueblo libre de América. In der postkolonialen Zeit lebten die Einwohner von San Basilio weiterhin in Isolation und das Dorf war schwer erreichbar. In den letzten Jahrzehnten hat sich der Kontakt zwischen den Einwohnern des Palenques und der umliegenden Dörfer und Städte aufgrund von guten Verkehrsanbindungen, Elektrizität und damit einhergehenden neuen Kommunikationsmöglichkeiten verstärkt. Während die jüngeren Dorfbewohner hauptsächlich Spanisch sprechen, sind es vor allem die älteren Bewohner, welche ausschließlich Palenquero beherrschen, was einige Wissenschaftler vermuten lässt, dass die Sprache über die nächsten Jahrzehnte hinweg aussterben wird. Dieser Gefahr ist sich die Bevölkerung aber selbst bewusst und kämpft gemeinsam mit einigen Sozialwissenschaftlern für die Erhaltung ihrer Gemeinschaft und ihrer Sprache. 2005 wurde Palenquero de San Basilio von der UNESCO zum Weltkulturerbe erklärt.

## Zur Entstehung der Sprache
Der Ursprung des Palenquero ist bis heute in der Wissenschaft umstritten und gibt Anlass zu gegensätzlichen Vermutungen – Vermutungen, da es nur sehr wenige Nachweise über die Sprechweise in der Provinz von Cartagena in der Kolonialzeit gibt. Die Frage ist, ob das Palenquero etwas „Neues“ ist, d. h. eine Sprache, die sich primär in Kolumbien herausgebildet hat, oder etwas „Ausgeliehenes“ ist. Letzteres würde heißen, ihre Abstammung primär in einer nach Lateinamerika eingeführten bantu-portugiesisch basierten Kreolsprache zu finden. Ein Versuch, eine Abstammung aus allgemein-kreolischer Wurzel darzustellen, wurde mit der „monogenetischen“ Theorie gemacht. Nach dieser Theorie wurde ein portugiesisch basiertes Pidgin oder Kreol, das sich in den afrikanischen Kolonien Portugals herausgebildet hatte, durch den Sklavenhandel in die französischen, englischen und niederländischen Kolonien verbreitet. Die monogenetische Theorie versucht zu erklären, warum zwischen den Kreolsprachen verschiedener Orte einige Ähnlichkeiten festzustellen sind. Demnach hätten Sklaven von den Inseln São Tomé und Annobón eine afro-portugiesische Kreolsprache in der „Neuen Welt“ eingeführt, welche sich mit dem Spanischen vermischte, wodurch die Kreolsprachen Palenquero und Papiamentu entstanden. Jedoch sind nicht alle Wissenschaftler mit dieser Theorie einverstanden, insofern manche betonen, das Palenquero sei als Lösung in einer Situation von Verständigungsschwierigkeiten in der Neuen Welt entstanden. Während z. B. portugiesisches Vokabular auf den Sklavenhandel verweist, können andere Gemeinsamkeiten, die für Kreolsprachen gelten, auf gleiche Bedingungen der Sprachverwendung zurückgehen.
Beispiele für den Einfluss, den verschiedene Sprachen auf das Palenquero ausübten:
Beispiele aus dem Portugiesischen:
- Das Personalpronomen der 2. Person Singular „bo“ (tú, du) könnte vom Portugiesischen „vos“ abstammen und „ele“ (él/ella, er/sie) vom Portugiesischen Êle.[13]
- Die Form für „es gibt“ (im Spanischen „hay“) ist im Palenquero „ten“, das vom portugiesischen „tem“ („es gibt“) kommt.[14]
- Das Verb „bae“ (ir, gehen) stammt von „vai“ ab, der 2. Person Singular des Verbs „ir“.[15]

Beispiele aus dem Spanischen:
- Morpheme für den Superlativ (-ísimo) und die Verkleinerungsform (-ito)[16]
- Unbestimmte Artikel und Demonstrativpronomen[16]
- Die Kopula-Verben „se“ (spanisch „ser“) und „tar“ (spanisch „estar“)[17]
- Präpositionen, Adverbien und Bindewörter[16]
- Großteil des Wortschatzes[18]

Beispiele aus Bantusprachen:
- Nominaler Plural mit der Partikel „-ma“[16]
- Personalpronomen: „enú“ und „ané“[15]
- Negation[19]

Übliche Merkmale von Kreolsprachen, die auch das Palenquero aufweist:
- Kein Genus und Numerus[18]
- Häufige Weglassung der Präpositionen[18]
- Benutzung von Partikeln vor dem Verb statt Suffixen, um Tempus und Aspekt auszudrücken[18]
- Keine besonderen Konstruktionen für Passiv und Reflexiv[18]

## Grammatik

### Wortstellung
In den meisten Fällen ist die Satzreihenfolge im Palenquero SVO (Subjekt Verb Objekt).

### Verbalsystem
Das Verb bleibt im Palenquero unverändert und wird durch Partikel markiert.

#### Grundformen
Die Grundform des Verbs basiert meistens auf dem spanischen Infinitiv und ist endbetont:
jablá (hablar-sprechen), kelé (querer-mögen), sindí (sentir-hören).

#### Vergangenheit
Um die Vergangenheit auszudrücken, verwendet man im Palenquero die Partikel -ba, die normalerweise nach dem Hauptverb gestellt wird. Gelegentlich kann diese Partikel auch mit den Partikeln -a oder -ase kombiniert werden.
Bs:

pa.: ele ya kumé ba 

spa.: Él ya comió 

dt.: Er hat schon gegessen

#### Gegenwart
Die unmarkierte Grundform kann auch als allgemeines Präsens verwendet werden.
Bs:

pa.: bo kaminá 

sp.: (tu) caminas 

dt.: du läufst

#### Zukunft
Um die Zukunft auszudrücken, verwendet man im Palenquero die Partikel -tan, die der Grundform des Verbs vorangestellt wird.
Bs: 

pa.: i tan kantá 

sp.: (yo) cantaré 

dt.: ich werde singen
Um die Zukunft auszudrücken, kann man im Palenquero auch die Form haber a + Grundform benutzen.
Bs: 

pa.: Ele a kusiná planda 

sp.: Ella va a cocinar plátanos 

dt.: Sie wird Bananen kochen
Weitere Möglichkeiten um das Futur auszudrücken, sind die Verwendung der Grundform in Verbindung mit Zeitausdrücken wie maana (morgen).

#### Die Verneinung
Die Verneinung wird im Palenquero durch das Morphem nu, welches häufig an das Satzende gestellt wird, ausgedrückt.
Bs: 

pa.: í kelé traje mu prieto nu 

sp.: no quiero un traje demasiado negro 

dt.: Ich möchte kein zu schwarzes Kleid

### Nominalsystem

#### Genus und Numerus
Als Kreolsprache weist das Palenquero kein Genus und Numerus auf, d. h. der Plural wird nicht am Wort markiert und das grammatische Geschlecht ist nicht vorhanden. Daher hat das Palenquero auch keine sogenannte „concordancia“ (Kongruenz). Jedoch kann der Plural mittels der Partikel -ma syntaktisch ausdrückt werden, die dem Substantiv vorangestellt wird.
Bs: 

pa.: to ma ría bamo pa katahena 

sp.: Todos los días vamos para Cartagena 

dt.: Jeden Tag gehen wir nach Cartagena

#### Adjektive, Nomen, Pronomen
Bei den Nomen kann man im Palenquero aus dem Spanischen abgeleitete Morpheme feststellen, wie die Verkleinerungs- oder Vergrößerungsform (z. B. yen-ito, mujer-ón). Bei den Adjektiven bleibt der Superlativ erhalten (z. B. ngandísimo).
Die Personalpronomen müssen im Palenquero immer gesetzt werden und können nicht wie im Spanischen weggelassen werden.
| Palenquero   | Deutsch    |
| ------------ | ---------- |
| i-yo         | ich        |
| bo-uté húte  | du-Sie     |
| ele-e        | er und sie |
| suto         | wir        |
| bo-utére-enú | ihr-Sie    |
| ané          | sie        |

Die Possessivpronomen folgen immer dem Substantiv:
Bs: 

pa.: ngombe suto 

sp.: nuestro ganado 

dt.: unser Vieh
| Palenquero | Deutsch  |
| ---------- | -------- |
| mi-mindo   | mein     |
| bo         | dein     |
| ele-lo     | sein-ihr |
| suto       | unser    |
| bo-utére   | euer-Ihr |
| ané        | ihr      |

Die Demonstrativpronomen stammen aus dem Spanischen.
| Palenquero | Deutsch          |
| ---------- | ---------------- |
| ete        | dies/e/er/es     |
| ese        | jene/r/s         |
| aké        | der/die/das dort |

#### Artikel
Wie üblich bei Kreolsprachen wird der bestimmte Artikel auch im Palenquero oft weggelassen. Jedoch gibt es einige Ausnahmen wie z. B. bei den Zeitausdrücken: e sábaro (el sábado, der Samstag), el año pasao (el año pasado, das letzte Jahr). Die unbestimmten Artikel bleiben erhalten.

## Phonetik
Die Grundsilbenstruktur des Palenquero ist CV. Diese Struktur ist eine sowohl für Bantusprachen als auch für Kreolsprachen übliche Struktur. Das Vokalsystem besteht aus den Vokalen /a e i o u/. Wie im Spanischen gibt es eine Tendenz zu der Aussprache von [ɛ], [ɔ]. Die Konsonanten entsprechen denen des Spanischen. Es herrscht eine Instabilität der Oppositionen /r/ ~ /l/ ~ /d/, die auf die afrikanische Substratsprache zurückgeht.
Einige Beispiele, die sich vom Spanischen unterscheiden:
Vokale:
- o > u, z. B. bei komé (comer) > kumé; kómo (como) > kúmo
- e > a, z. B. bei entónses (entonces) > antónse; yeßár (llevar) > laßá
- i > e, z. B. bei imahínate (imagínate) > imahéņde

Konsonanten:
- r > d nach s, z. B. bei kombersár (conversar) > kombedsá
- r > l zwischen Vokalen, z. B. bei kerér (querer) > kelé
- l > r zwischen Vokalen und β, z. B. bei embolβér (envolver) > emborbé

Halbkonsonanten:
- y > i, im Wort yo: yo (yo) > i
- y > l, zwischen Vokalen, z. B. bei la fwe a yeβár (lo fue a llevar) > ahwé laβá
- y > ñ, am Wortbeginn, z. B. bei yamár (llamar) > ñamá

Synkopen:
- e nach y in Diphthongen, z. B. bei tambyén (también) > tamín

Konsonanten:
- r nach b z. B. bei ómbre (hombre) > ómbe

Aphäresen:
- ɛstá (está) > ta
- ɛstándo (estando) > tándo
- ɛskučaðo (escuchando) > kučá

Apokopen
- dar (dar) > da
- por (por) > po
- kaminár (caminar) > kaminá

Aspiration wie z. B. nach s vor Konsonant, z. B. bei pɛskáðo (pescado) > pɛhkáo.
Das Phonem /k/ besitzt nur ein Graphem, 'k', und nicht wie im Spanischen 'c, qu, k'; Beispiele: kumina 'comida', pokke 'porque'.
Das Phonem /s/ besitzt ebenfalls nur ein Graphem: 's'. Die Grapheme 'c' und 'z' existieren nicht; Beispiele: sena 'cena'.
Das Phonem /rr/ besitzt im Palenquero einen besonderen Status. Es scheint nicht Teil des ursprünglichen kreolischen Systems zu sein, sondern eine Folge der Koexistenz mit der spanischen Sprache. Das Phonem /rr/ wird sowohl in Initialposition wie auch im Wortinneren verwendet. Beispiele: rrancho, sorra, garrotaso.
Viele Wörter des Palenquero unterscheiden sich phonetisch vom Spanischen kaum, z. B. pal. pokké – span. porque oder auch pal. ombe – span. hombre. Das erklärt, warum es teilweise schwer zu erkennen ist, welche Sprache im gegebenen Moment gesprochen wird.
Beispieltext mit einigen bereits aufgeführten Wörtern:
Palenquero:

Kuando i miní en Pakua, entonse kamino a taba malo. Entonse i a ejperá pa entonse dejá kamino seká pa karro polé lendrao akí. I entonse i a komblá semento i i a mandá pa la kasa. I así I a ndulá sei año kaminando. I asé kasita mi. Entonse i a palá akí.
Spanisch:

Cuando volví en Pascua, entonces el camino estaba malo. Entonces yo esperé para entonces dejar secar el camino para poder entrar el carro aquí. Y entonces yo compré cemento y lo mandé para la casa. Y así yo duré seis años caminando. Yo hice mi casita. Entonces yo paré aqui.

## Lexik
Obwohl der Großteil des Lexikons des Palenquero aus dem Spanischen stammt, wurde festgestellt, dass die Wörter, die nicht-spanischen Ursprungs sind, aus dem Kikongo (aus der Bantu-Sprachfamilie) abgeleitet sind. Mehr als 150 Wörter konnten dem Kikongo zugeordnet werden. Darunter befinden sich Wörter wie: ngombe (Vieh), moná (Sohn/Tochter), kukumbamana (Jugendgruppe), nguba (Erdnuss), kisila (Tabu), lumbalú (Begräbnisritus), chimbumbe (Teufel), kankamaná (Chef). Codeswitching zwischen Palenquero und dem Spanischen kann aufgrund ihres zu 99 % gemeinsamen Lexikons sehr schnell und einfach stattfinden. Häufig kommt es zu semantischen Veränderungen wie beispielsweise die Verwendung von tener im impersonalen Gebrauch anstatt haber.
a)	pal. a tɛn ma
b)	 span. hay más
c)	dt. es gibt mehr
In älteren Forschungen wurde davon ausgegangen, dass 10 % der Wörter im Palenquero (v. a. aus dem Tabu-Bereich, Flora, Fauna und Umwelt) aus Sprachen der Kongo–Angola-Region stammen. Mittlerweile gehen die Wissenschaftler davon aus, dass es nur 3 % sind. Es konnte bewiesen werden, dass von 12 angenommenen Bantuismen 6 mit Sicherheit iberoromanischen Ursprungs, 4 lediglich falsch segmentiert, 1 erfunden und 2 zusätzlich nicht ganz klar sind und der afrikanische Einfluss im Lexikon damit also überbewertet sei. In den letzten Jahren vollzog sich ein deutlicher Wandel in dem Sprachgebrauch des Palenquero. Bereits Ende des 20. Jahrhunderts wurde festgestellt, dass immer mehr spanischstämmige Wörter durch bantustämmige ersetzt wurden. Beispiele dieser „restaurierten“ Formen sind:
posá „Haus“, welches casa ersetzt
bumbilo ersetzt basura „Müll“
makaniá ersetzt trabaja „arbeiten“
Diese Wiederherstellung archaischer und aussterbender Formen des Palenquero werden als authentischer empfunden und stellen die bewussten Bemühungen der Dorfbewohner dar, unter denen sich auch Palenquero-Sprachlehrer befinden. Ziel ist es, den Schülern diese alten Wörter wieder nahezubringen, um so den afrikanischen Einfluss im Palenquero beizubehalten und zu verhindern, dass der spanische Einfluss die Oberhand gewinnt. Durch die Veröffentlichungen eines Palenquero-Wörterbuchs, einer Palenquero-Grammatik und eines kommentierten Glossars werden alle jene Wörter hervorgehoben, welche stark von der spanischen Version abweichen. Auf diese Weise sollen so viele spanische Wörter wie möglich aus dem Inventar der Palenquero-Sprecher veräußert werden.
Siehe auch: Maroons, Liste der Kreolsprachen